# Cayennegierzwaluw
De cayennegierzwaluw (Panyptila cayennensis) is een vogel uit de familie Apodidae (gierzwaluwen).

## Verspreiding en leefgebied
Deze soort komt wijdverspreid voor in Midden- en Zuid-Amerika en er worden geen ondersoorten (meer) onderscheiden.

## Status
De totale populatie wordt geschat op 0,5-5,0 miljoen volwassen vogels en dit aantal neemt af. Op de Rode lijst van de IUCN heeft deze soort de status niet bedreigd.